# توما دره‌تار
توما دره‌تار (به فرانسوی: Thomas Dretart) شاعر، نویسنده، منتقد ادبی و مترجم قرن بیستم میلادی اهل فرانسه است.